# آزمون هس
آزمون هس (انگلیسی: Hess test) یا آزمون رامپل لیدز (انگلیسی: Rumpel-Leede test) یک آزمایش پزشکی است که برای ارزیابی شکنندگی مویرگ‌ها استفاده می‌شود و به آن تست تورنیکه نیز می‌گویند.
برای انجام آزمون، بازوبند دستگاه فشارسنج خون بر روی ساعد بسته شده و فشار را مابین فشار خون سیستولی و دیاستولی به مدت ۱۰ دقیقه نگه می‌دارند. پس از برداشتن کاف، تعداد پتشی‌ها در دایره‌ای به قطر ۵ سانتی‌متر از ناحیه تحت فشار شمارش می‌شود. به‌طور معمول کمتر از ۱۵ پتشی دیده می‌شود. ۱۵ پتشی یا بیشتر نشان‌دهنده شکنندگی مویرگ‌ها است که به دلیل عملکرد ضعیف پلاکت‌ها، استعداد مزاجی به خونریزی یا ترومبوسیتوپنی رخ می‌دهد و بیشتر در مبتلایان به اسکوربوت و تب دنگی قابل مشاهده است.
این آزمون به نام آلفرد فابیان هس نام‌گذاری شده است.